# Aidan Zingel
Aidan Zingel (ur. 19 listopada 1990 w Kiamie, Nowa Południowa Walia) – australijski siatkarz grający na pozycji środkowego; reprezentant Australii.

## Kariera klubowa
Aidan Zingel jest wychowankiem Australian Institute of Sport. W sezonie 2009/2010 grał w szwedzkim klubie Linköpings VC, z którym zdobył mistrzostwo kraju. Od 2010 roku przez kolejne siedem lat był zawodnikiem Blu Volley Werona. W sezonie 2017/2018 występował w drużynie Diatec Trentino. W sezonie 2018/2019 zawodnik BCC Castellana Grotte. Od sezonu 2019/2020 siatkarz Conad Reggio Emilia.

## Kariera reprezentacyjna
W reprezentacji narodowej Aidan Zingel zadebiutował 22 maja 2009 roku w towarzyskim meczu przeciwko Słowacji. W tym samym roku brał udział w eliminacjach do Mistrzostw Świata 2010 i Mistrzostwach Azji.
W 2010 roku został powołany na Puchar Azji i Mistrzostwa Świata.

## Sukcesy klubowe
Mistrzostwo Szwecji:
- 2010

Puchar Challenge:
- 2016

## Nagrody indywidualne
- 2007: Najlepszy blokujący Mistrzostw Azji Kadetów